# Agnete Seidelin
Agnete Seidelin Raunkiær (5. november 1874 i Aarhus – 4. juni 1956 i Frederikssund) var en dansk videnskabskvinde og botaniker. Hun studerede botanik på Københavns Universitet under professor Eugen Warming. Hun var gift med kollegaen Christen C. Raunkiær.

## Videnskabelige værker
- Seidelin, A. (1909) 5. Hippuridaceae, Halorrhagidaceae and Callitrichaceae, p. 295-332 i Warming, E. ed. (1908-1921) The structure and biology of Arctic flowering plants. Meddelelser om Grønland bd. 36.
- Seidelin, A. (1912) Vegetationen i nogle Vandhuller i Nordvendsyssel. Botanisk Tidsskrift bd. 33.
- Wesenberg-Lund, C.; Sand, M.J.; Boye Petersen, J.; Raunkiær, A. Seidelin; Steenberg, C.M. (1917) Furesøstudier – En bathymetrisk botanisk-zoologisk Undersøgelse af Mølleaaens Søer. Kongelige Danske Videnskabernes Selskabs Skrifter – Naturvidenskabelig og Mathematisk Afdeling, Afd. 8., Rk. II, Hft. 1. 209 s.